# Concentració de població designada pel cens
Una concentració de població designada pel cens o en anglès un Census-designated Place (CDP) és un tipus d'entitat de població identificada per l'Oficina del Cens dels Estats Units per a finalitats estadístiques. Els CDP s'assignen en cada cens decennal com a contrapartida dels Incorporated Places com ciutats, pobles i viles. Són comunitats que manquen de govern local, però que físicament s'assemblen al les altres. Els CDP es designen per a proveir informació dels assentaments que estan localitzats. Els límits dels CPD no tenen cap estatus legal.